# Loscos
Loscos ist ein Ort und eine Gemeinde (municipio) mit nur noch 112 Einwohnern (Stand: 2024) im äußersten Norden der Provinz Teruel in der autonomen Region Aragonien im östlichen Zentrum von Spanien. Die Gemeinde gehört zur bevölkerungsarmen Serranía Celtibérica. Neben dem Hauptort Loscos gehören die Ortschaften El Colladico, Mezquita de Loscos und Piedrahita zur Gemeinde.

## Lage und Klima
Loscos liegt in den Bergen der Sierra de Cucalón in ca. 980 m Höhe und ist ca. 85 km (Fahrtstrecke) in nördlicher Richtung von der Provinzhauptstadt Teruel entfernt. 
Das Klima ist trotz der Höhenlage gemäßigt bis warm; Regen (ca. 508 mm/Jahr) fällt übers Jahr verteilt.

## Bevölkerungsentwicklung
| Jahr      | 1970 | 1981 | 1991 | 2001 | 2011 | 2021 |
| Einwohner | 580  | 301  | 210  | 188  | 165  | 122  |

## Sehenswürdigkeiten
- Burgreste von Mezquita de Loscos
- Andreaskirche in Loscos
- Johannes-der-Täufer-Kirche in Mezquita de Loscos
- Peterskirche in Piedrahíta

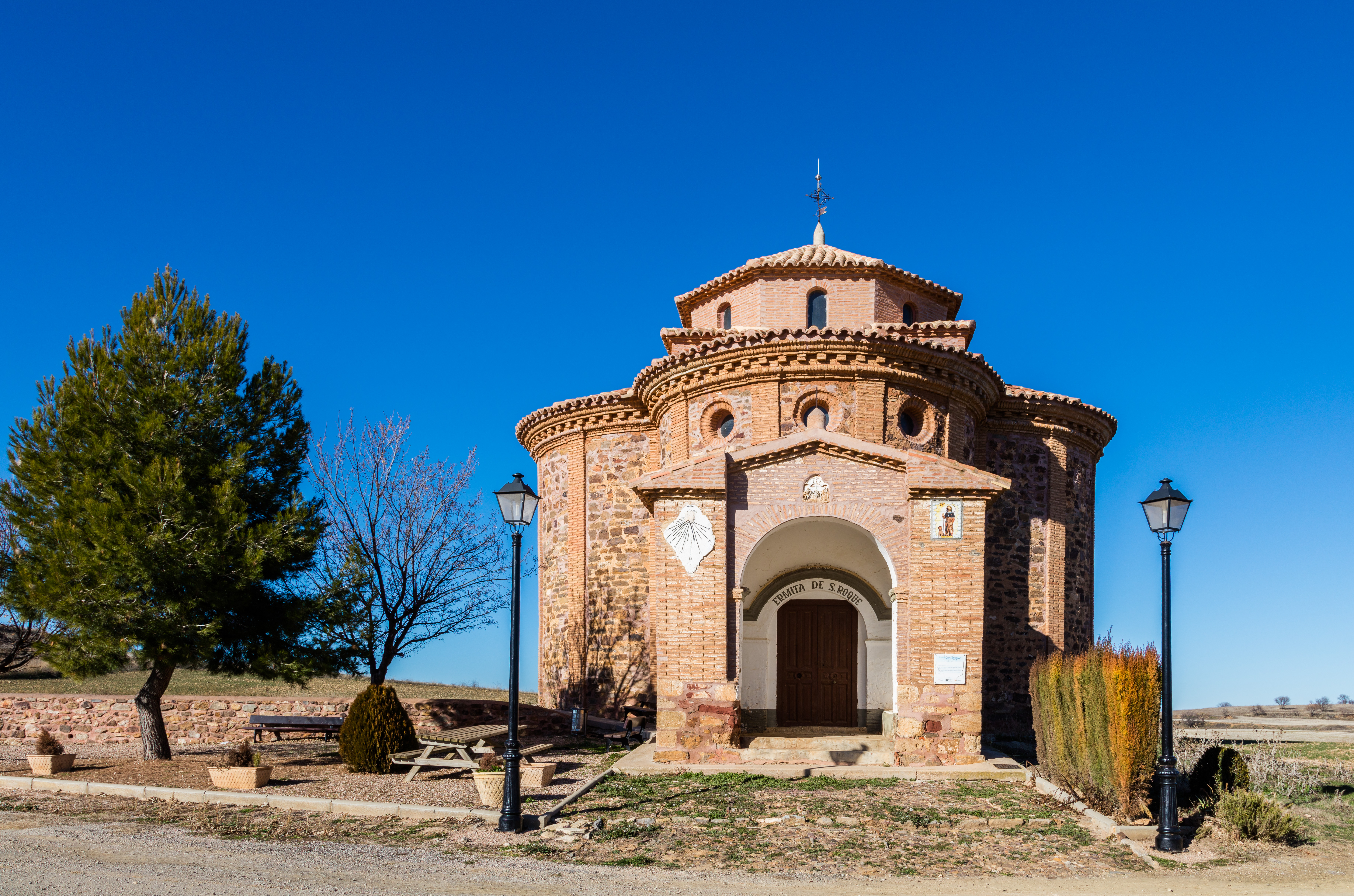
Rochuskapelle
- Agathenkapelle
- Michaeliskapelle

- Rochuskapelle